# 埃希勒斯
埃希勒斯（法語：Échilleuses）是法国卢瓦雷省的一个市镇，位于该省北部，属于皮蒂维耶区。该市镇总面积12.43平方公里，2009年时的人口为363人。

## 人口
埃希勒斯人口变化图示